# Air Control
Air Control — компьютерная игра в жанре авиасимулятора, разработанная российской независимой студией Killjoy Games. Игра рекламировалась разработчиком как «авиасимулятор нового поколения», однако фактически представляла собой собранную на бесплатном движке Unity подборку мини-игр на самолётную тематику, использующую загруженные из Интернета бесплатные 3D-модели и графические ресурсы.
Игра была выпущена в Steam 23 мая 2014 года и получила крайне негативные отзывы критиков, отметивших большое количество технических проблем, низкое качество графики и неправомерное заимствование защищённого авторским правом контента. Некоторые критики сочли игру изощрённой сатирой, другие же расценили её как попытку обманным путём получить деньги пользователей. Air Control была удалена из Steam в ноябре 2014 года.

## Игровой процесс

Игровой процесс в «казуальном режиме 2». Игрок в роли бортпроводника перемещается по салону самолёта, заваленному человеческими органами

По описанию разработчика в Steam, игра представляла собой «лучший авиасимулятор в истории компьютерных игр», «новое поколение авиасимуляторов», «первую игру про самолёты, где видно салон». В главном меню (фоном которого является затопленный в море самолёт) представлены несколько кнопок выбора режима игры: «казуальный режим 1», «казуальный режим 2», «реалистичный режим», «режим Killjoy», а также «скоро появится».
В казуальном режиме 1 игра начинается с заставки, в которой вокруг огня сидят представители конкурирующих авиакомпаний: мужчина в костюме, гном и зомби. После этого игрок должен работать бортпроводником, которому выдаёт задания красный восклицательный знак: нужно ходить по салону самолёта и раздавать пассажирам еду, а также собирать брошенные ими на пол подушки. Далее следует серия коротких странных уровней, в которых игрок выполняет не связанные друг с другом задачи, такие как перемещение по самолёту, уборка мусора в салоне и перестрелки с террористами в самолёте или в пустыне в режиме шутера от первого лица. В некоторых уровнях игрок выполняет обязанности механика (выражающиеся в поиске кнопки, которая подсвечивается красным при наведении на неё курсора мыши) или управляет самолётом.
В казуальном режиме 2 игра начинается в салоне самолёта с пассажирами в одежде врачей и разбросанными по полу человеческими органами. Далее следуют вариации на тему тех же заданий, что и в режиме 1 (с такими локациями как самолёт с дикими животными или скелетами в роли пассажиров). Уровни перемежаются с мини-игрой, представляющей собой клон Flappy Bird с самолётом в роли птички.
В режиме Killjoy, если игроку удавалось в него войти (в противном случае отображалась поверхность океана без каких-либо объектов и возможностей воздействовать на них), можно было управлять самолётом, отдавая команду на взлёт. Обычно полёт заканчивался тем, что самолёт переворачивался. Задача игрока в данном режиме — взлететь как можно выше.
В реалистичном режиме надо завести самолёт в зелёный квадрат, после чего игра переходит в режим симулятора ходьбы по салону самолёта: игрок может только перемещаться по салону самолёта среди неподвижных моделей пассажиров.

## Разработка и выпуск
Игра была анонсирована 20 октября 2013 года в блоге разработчика как «авиасимулятор нового поколения», «почти совершенный» как по дизайну, так и по игровому процессу. Подчёркивалась реалистичность салона самолёта и внимание к малейшим деталям. Утверждалось, что игровой процесс будет проходить как снаружи, так и внутри самолёта: игрок сможет выполнять функции работника наземных служб, производящего проверку самолёта перед вылетом и загружающего багаж, бортпроводника, делающего уборку в салоне и обслуживающего пассажиров во время полёта, и пилота, проводящего предполётные проверки и управляющего самолётом.
11 ноября 2013 года альфа-версия игры была размещена на сайте Desura и в Steam Greenlight. Версии для macOS и Linux стали доступны 4 декабря 2013 года. 23 мая 2014 года игра вышла из раннего доступа и стала доступной для покупки в Steam по цене в 6 долларов США.

## Восприятие
| Иноязычные издания | Иноязычные издания |
| Издание            | Оценка             |
| ------------------ | ------------------ |
| GameSpot           | 1/10               |

Игра получила крайне негативные отзывы критиков. В обзоре PC Gamer её назвали «запредельно плохой» и состоящей из одних сплошных багов, и не рекомендовали покупать ни по какой цене даже «для смеха». Обозреватель GameSpot охарактеризовал Air Control как недоделанную попытку мошенничества, замаскированную под компьютерную игру. Александр Пушкарь («Игромания») указал, что «Air Control — это игра, которая в принципе не имеет права на существование» и что её «не приняли бы даже в качестве курсовой работы у студента».
Критики отметили наличие большого числа бросающихся в глаза недоработок и ошибок: движения мыши одновременно управляли видимым на экране курсором и меняли направление обзора, на экране присутствовали непонятного назначения кнопки «блокировки курсора», попытка выйти в главное меню, чтобы сменить игровой режим или перезапустить уровень приводила к «зависанию» игры. На некоторых уровнях отсутствовала гравитация, происходило падение частоты обновления экрана до нескольких кадров в секунду, а на полу появлялись разноцветные кубы. Выдаваемые игроку задания представляли собой полубессмысленный текст на ломаном английском. Осмысленное управление самолётом в режиме полёта также было почти невозможным. Графику Александр Пушкарь охарактеризовал как находящуюся на уровне выпущенного в 1996 году Quake, а местами и вовсе Wolfenstein 3D.
Обозреватели обратили внимание на то, что в игре присутствовали ресурсы, на использование которых у разработчика явно не было разрешения: звуковые сообщения Delta Air Lines, защищённые авторским правом музыкальные треки, ресурсы из игр франшизы The Legend of Zelda и т. п. Журналисты сочли, что игра представляет собой не более чем наспех собранную на бесплатном движке Unity подборку скачанных с Интернета ресурсов на «самолётную» тематику. Александр Пушкарь сравнил Air Control с мемами русскоязычного геймдев-сообщества, символизирующими непрофессиональный подход к разработке: «Гульменом», «Гнумом» и «Свиборгом».
Также разработчиков обвинили в манипулировании пользовательскими отзывами: из комментариев сообщества удалялись ссылки на негативные видеообзоры, а разместивших их пользователей блокировали. Часть позитивных откликов была написана с учётных записей, находившихся в списке друзей у Killjoy games.
Критика была направлена и в адрес Valve, которую обозреватели сочли недостаточно хорошо выполняющей обязанности куратора Steam. Air Control была допущена в магазин в качестве полноценного коммерческого продукта через механизм Greenlight, предполагающий одобрение пользователями, без каких-либо пометок о недоработанности игры. В PC Gamer её сочли характерным примером того, как Valve, слишком сильно полагаясь на краудсорсинг, пропускает в магазин некачественные проекты, в то время как многие достойные игры остаются «за бортом». В PCGamesN отметили, что Air Control — не просто плохая игра, появление которых неизбежно, даже если владелец магазина занимается отбором проектов. Это явно недоделанный проект, с несоответствующим действительности описанием и неправомерно заимствованным контентом. По мнению автора обзора, Valve, отказавшись от модерирования контента, в итоге столкнулась с необходимостью проделать много дополнительной работы и недовольством клиентов. Он назвал игру лучшим аргументом в пользу того, что в Steam всё-таки нужен отбор качественных проектов. Джим Стерлинг (The Escapist), критикуя политику Valve, назвал Air Control «игровым аналогом плюшевого мишки, набитого осколками стекла», которого любой уважающий себя ретейлер никогда не будет продавать в своём магазине, не говоря уже о том, чтобы позволить разработчику модерировать отзывы пользователей.
В конечном итоге, обозреватели так и не пришли к определённому выводу о том, чем следует считать Air Control: неудачной попыткой начинающего разработчика создать игру, изощрённой шуткой или сознательной попыткой заработать деньги, обманув пользователей. Адам Смит (Rock, Paper, Shotgun), основываясь на трейлерах игры, предположил, что она представляет собой игровой аналог «Аэроплана!»: пародийной комедии, высмеивающей жанровые клише и построенной в стиле трешового фильма категории «B», «настолько плохого, что даже получается хорошо». В то же время он делает оговорку о том, что сам не запускал игру, и что отзывы на Desura скорее указывают на плохой симулятор с использованием странных перерисовок, чем на продуманную работу в комедийном жанре. Александр Пушкарь заметил, что игру можно считать «образчиком современного искусства» в том плане, что «пока весь мир хихикает над криворукими разработчиками, эти самые разработчики хихикают, подсчитывая барыши». Джим Стерлинг указал, что даже если на минуту предположить, что игра является замысловатой сатирой в стиле Энди Кауфмана и рассматривать её как местами смешную пародию на другие плохие игры в Steam, то и в этом случае разработчик, продающий игру, неотличимую от высмеиваемого объекта, поступает лицемерно. Аналогично он оценил и политику Valve, декларирующей невмешательство в процесс одобрения проектов, но всё же вынужденной осуществлять контроль качества «постфактум», удаляя из магазина такие скандальные проекты, как Air Control и Earth: Year 2066.

### Реакция разработчика
Журналистам PC Gamer удалось связаться с разработчиком игры, Рамилем Насыровым, которому на тот момент было 20 лет. Он не согласился с мнением журналиста о большом количестве ошибок в игре, заметив, что игра «немного хардкорная» и «требует практики». Разработчик оценил игру как «почти совершенную» и пообещал выпускать регулярные обновления. Ошибки и проблемы с производительностью он связал с тем, что игру пытаются запустить на устаревших компьютерах. Несоответствие характера игры заявленному в её описании Насыров в целом признал, заявив, что Air Control — не о реалистичной симуляции полётов, а «игра просто для развлечения». Создатели игры также заявили о решении проблемы с использованием защищённых авторским правом ресурсов, но в игровые файлы не было внесено изменений: «работа над ошибками» ограничилась удалением скриншотов, являвшихся доказательством наличия нарушений.
Игра была удалена из Steam 23 ноября 2014 года, спустя полгода после выпуска. О том, продолжила ли Killjoy Game разработку других игр после скандальной Air Control, информация по состоянию на 2022 год отсутствует.